# Lluís Pasqual i Sánchez
Lluís Pasqual i Sánchez (Reus, Baix Camp, 5 de juny de 1951) és un director teatral català. Fundador del Teatre Lliure l'any 1976, que dirigeix el 2015. També ha estat director del Centro Dramático Nacional-Teatro María Guerrero de Madrid, de l'Odéon-Théâtre de l'Europe de París i de la Biennal de Teatre de Venècia, a més d'assessor artístic del Teatro Arriaga de Bilbao. Ha obtingut prestigiosos guardons, nacionals i internacionals.

## Trajectòria professional
Es llicencià en Filosofia i Lletres en l'especialitat de filologia catalana, per la Universitat Autònoma de Barcelona i en Art Dramàtic per l'Institut del Teatre de la Diputació de Barcelona.
Començà a fer teatre a l'entorn del Centre de Lectura de Reus i fou cofundador de la companyia La Tartana-Teatre Estudi. Paral·lelament s'integrà en el Grup d'Estudis Teatrals d'Horta, estudià a Estudis Nous de Teatre-Centre d'Estudis d'Expressió, on rebé la influència de Josep Montanyès, i després a l'Institut del Teatre, on coincidí amb Fabià Puigserver. Amb aquest realitzà el muntatge La setmana tràgica, el 1975.
Va fundar el Teatre Lliure el 1976 que es va obrir amb una obra dirigida per Pasqual titulada Camí de nit de 1854, espectacle que ell mateix va escriure. El 1983 fou nomenat director del Centro Dramàtic Nacional-Teatro María Guerrero de Madrid. El 1990 se'n va anar a París i durant sis anys va dirigir el Teatre d'Europa - Théâtre de l'Odéon i mentrestant va dirigir també la Biennal de Teatre de Venècia (1995-1996). De 1997 a 1999 fou comissionat per l'Ajuntament de Barcelona per al frustrat "Projecte Ciutat del Teatre", i fou codirector del Teatre Lliure de Barcelona des del 1998 fins al 31 de desembre del 2000 amb Guillem-Jordi Graells. Ho compaginà tot amb la direcció en altres teatres i companyies entre 1981 i 1996.
El 2001 va estrenar La tempestat, de William Shakespeare, al Teatro San Martín de Buenos Aires, amb Alfredo Alcón, i la versió espanyola de Tot esperant Godot de Samuel Beckett. Posteriorment ha dirigit noves estrenes. Més recentment ha estat nomenat director artístic del Teatro Arriaga de Bilbao, fins que des del 2010 ha assumit novament la direcció general del Teatre Lliure de Barcelona, amb els seus dos espais (el tradicional de Gràcia i el del Palau de l'Agricultura a Montjuïc).

### Polèmica i dimissió
Durant l'estiu del 2018 es van fer públiques una sèrie de denúncies, primer per part de l'actriu Andrea Ros i tot seguit pel col·lectiu anònim Dones i Cultura on es denunciava el tracte vexatori del director als treballadors, acusant-lo de maltractament psicològic a alguna actriu. Poc després, destacades figures de l'escena catalana van signar un manifest de suport. El comitè d'empresa va afirmar que havia rebut queixes sobre el tracte del director i va encarregar un informe de salut laboral per intentar d'aclarir les acusacions. Després de la polèmica el patronat del Teatre Lliure va decidir que Pasqual estigués només dos anys més com a director en lloc dels quatre d'un mandat ordinari. A finals d'estiu, i arran d'aquesta polèmica Lluís Pasqual va dimitir com a director del Teatre Lliure
.

## Premis i condecoracions
- Premi Nacional de Teatre i Dansa, 1984
- Cavaller de les arts i les lletres, distinció de la República francesa el 1984
- Premi Ciutat de Barcelona, el 1985
- Premi de Teatre la Generalitat de Catalunya el 1988
- Premi Nacional de Teatre del Ministeri de Cultura el 1991
- Premi de la Cambra de Comerç de Paris
- Títol d'Oficial de les Arts i Lletres de França el 1991
- Premi Honorífic de la CIFET del Ministeri de la Cultura d'Egipte el 1995.
- Cavaller de la Legió d'Honor francesa el 1996
- Premi de la Comunitat de Madrid el 2002.
- El 2015 li fou concedida la Creu de Sant Jordi "pel talent que distingeix la seva aportació a l'escena i a la cultura catalana i europea."[1]
- L'Ajuntament de Reus el va nomenar fill il·lustre.[6]

## Obres

### Director de teatre
- 2004 Wit, de Margaret Edson. Teatre Borràs (Barcelona).
- 2008 Edipo, de Sòfocles. Teatro Olimpico (Vicenza)[7]
- 2009 La casa de Bernarda Alba, de Federico García Lorca. Teatre Nacional de Catalunya (Barcelona)[8]
- 2011 Celebració, de Harold Pinter. Teatre Lliure (Barcelona)[9]
- 2012 Quitt. Els irresponsables són en vies d'extinció, de Peter Handke. Teatre Lliure (Barcelona)[10]
- 2012 Blackbird, de David Harrower Teatre Lliure (Barcelona)[11]
- 2013 Els feréstecs, de Carlo Goldoni. Teatre Lliure (Barcelona)[12]

### Direcció escènica d'òpera
- 2007 Simon Boccanegra, de Giuseppe Verdi. Palau de les Arts Reina Sofia (València)
- 2007 Oda a Napoléon d'Arnold Schönberg i Il prigionero de Luigi Dallapiccola. Òpera Garnier (París)
- 2008 Tristan und Isolde, de Richard Wagner. Teatro Real (Madrid)
- 2008 Les noces de Figaro, de W.A. Mozart. Gran Teatre del Liceu (Barcelona)[13]
- 2009 Manon Lescaut, de G. Puccini. Opera de Lyon
- 2009 Château Margaux i La viejecita, de M. Fernandez Caballero. Teatro Arriaga (Madrid)
- 2010 La donna del lago, de G. Rossini. Òpera de París / Teatro alla Scala Milano (2011)
- 2012 Il prigioniero / Suor Angelica, de Luigi Dallapiccola / G. Puccini. Teatro Real (Madrid)[12]